# 豚熱

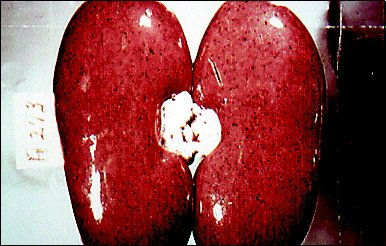
豚熱による腎臓の点状出血

豚熱（ぶたねつ、英: classical swine fever、CSF、hog cholera）は、フラビウイルス科ペスチウイルス属によるブタのウイルス性疾病である。ブタ及びイノシシに特有の致死性の高い病気であるが、ヒトには感染することはない。

## 名称
豚熱は、以前は豚コレラ（とんコレラ）という病名であったが、これは1800年代にアメリカ合衆国で初めて発生が確認された際に、同地域においてヒトのコレラが流行していたことから、関連は判然としないまま hog cholera （豚コレラ）と命名されたことに由来している。症状はコレラとは異なり、科学的には、ウイルスによって起こる豚熱（旧称：豚コレラ）は細菌で起こるヒトのコレラとは何ら無関係である。
2019年11月11日、日本の江藤拓農林水産大臣は「豚コレラ」の呼称を英語名の「CSF（クラシカル・スワイン・フィーバー）」に変更すると明らかにした。無関係なヒトのコレラを想起させるとして、名称の見直しを求める声が発生県などから上がっていたという。農林水産省では11月12日付で「豚コレラ及びアフリカ豚コレラの名称変更について」という発表をウェブサイト上に掲載した。
同年12月24日、農林水産省は「豚コレラ」の法律上の名称を「豚熱（ぶたねつ）」に変更する方針を発表し、翌2020年2月5日の家畜伝染病予防法改正により正式に変更された。なお「法令上の用語としてCSFは、略称であるため、法律用語とすることは難しく、端的に病状を理解ができて、かつ、国際的な名称の日本語訳として適切なものとして日本獣医学会から提言を受けて決定した」と農林水産大臣が発表している。

## 原因
コレラ菌やブタコレラ菌ではなく、豚熱ウイルスによって発生する。ブタ、イノシシにのみ感染し、ヒトには感染しない。そのため、豚熱にかかったブタの肉をヒトが食べても特に影響はないとされている。
なお、ブタコレラ菌 (Salmonella enterica serovar Choleraesuis) は、サルモネラの一種で、ヒト、ブタ、いずれにも感染し、豚コレラではなくサルモネラ症を起こす。

## 防疫
豚熱は、症状として、発熱し食欲減退、急性結膜炎を起こす。初期に便秘になったのち下痢に移行する傾向が見られる。全身リンパ節や各臓器の充出血、点状出血などが認められる。アフリカ豚熱、トキソプラズマ症、急性敗血症型豚丹毒、オーエスキー病、豚繁殖・呼吸障害症候群との鑑別が必要である。
豚熱ウイルスがタンパク質に富む環境下においては燻製や塩蔵により不活化されることはなく、冷蔵で約3か月・冷凍で4年超にわたり活性を保つことがある。また、加熱による不活化には温度のわずかな差にも影響される故に、37℃に加熱した肉で1 - 2週間、50℃で3日間は生存するという結果がある。そのために加熱処理の有効温度（肉なら中心温度）は70℃で30分以上あるいは 80℃では3分以上と定義されている。
日本の沖縄県で発生した豚熱の感染経路について、農林水産省の疫学調査チームは、肉製品を含む食品残渣飼料を非加熱で給餌したことが原因である可能性を指摘している。    
1833年のアメリカ合衆国のオハイオ州での発生が世界最初の報告とされている。
なお、1822年にフランスで豚熱に類似した症例が報告されており、これが世界最初の事案という意見もある。
1931年（昭和6年）7月に千葉県四街道町で流行した際には、ブタの移動を禁じるなどの措置が採られた記録がある。
現在はアジアを中心に発生。日本では家畜伝染病予防法において法定伝染病に指定されており、対象動物はブタ、イノシシ。日本では生ワクチンの使用が限定的に認められていたが、2006年3月にワクチン接種を完全に中止して、摘発淘汰を基本とした防疫体制となり、2007年4月1日より国際獣疫事務局（OIE）の規約に基づき、日本は豚熱清浄国となった。しかし2018年9月以降は、岐阜県岐阜市からの疑似患畜により、ワクチン接種の再開と感染国に戻っている（後述参照）。

## 2018年9月以降の日本における感染拡大

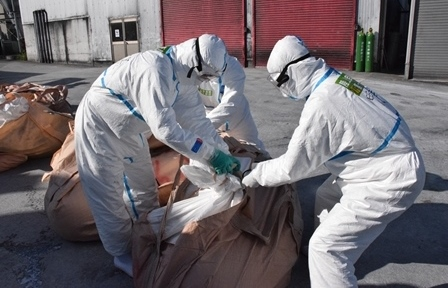
処分した豚の梱包。

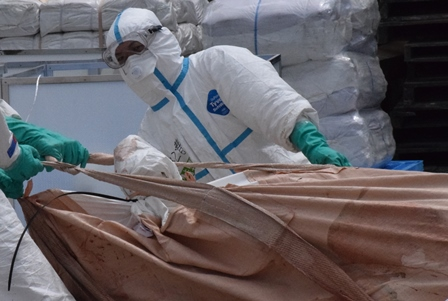
処分した豚を人力で小運搬する

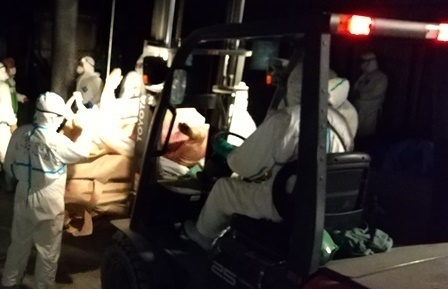
処分した豚を重機で運搬する

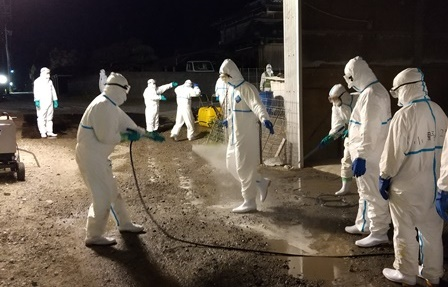
作業終了後は除染する。

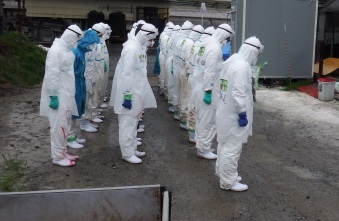
作業終了後は黙祷する。

1992年（平成4年）、熊本県で日本の感染例以後は確認されていなかったが、2018年（平成30年）9月に岐阜県岐阜市の養豚場で発生が確認され、豚熱（当時の報道の名称は「非アフリカ豚コレラ」）と判明している。同月末、中華人民共和国は直接・間接を問わず、日本からのブタ・イノシシの輸入を禁止する公告を出し即日実施した。
2018年12月22日付の発表で、愛知県においても陽性の野生イノシシが犬山市内で確認報告され、2019年3月5日には陽性の野生イノシシが犬山市・春日井市で継続して確認された。2019年2月6日には豊田市の養豚場でも陽性の患畜と認められた上に、同養豚場から出荷された子豚から上記の1府4県に拡散されたことも確認された。愛知県内でも2019年2月6日以降は殺処分（防疫）および消毒を随時行った。
2019年3月28日には、岐阜県郡上市で野生イノシシのPCR（ポリメラーゼ連鎖反応）陽性が確認された。今後のイノシシの捕獲数にも影響があり、またシカ肉に対してもジビエ関係者に疑問の声が挙がっている。2019年4月16日には感染拡大が収まらない背景で、岐阜県JA家畜伝染病対策本部では飼育豚ワクチン接種要請書を岐阜県知事に提出した。同日に岐阜市の食肉処理場に搬出した豚に異常があったとして、陽性反応の確認から豚63頭が処分されている。養豚場経営の農家の中ではいつ終わるか分からない心境で常時消毒をしており、千頭単位の殺処分が行われ1農家だけでも損害額が1億円超は計上する。養豚再開の繋ぎとしては牛の飼育を検討しており、子豚の市場出荷に関しても岐阜県内を理由として敬遠されると、風評被害傾向にあると報道されている。
また、農林水産省は2019年5月28日、岐阜県と隣接する長野県・滋賀県・三重県にも野生イノシシへのワクチン入りの餌投与をする検討と報道された。
2019年6月14日には、三重県でも陽性の野生イノシシが発見された岐阜県養老町から近い養豚農家1箇所において監視体制が敷かれていた中で、同月26日に三重県いなべ市で陽性の野生イノシシが発見された。
2019年7月8日には、福井県大野市で感染した野生イノシシが発見され、死亡イノシシの消毒やワクチン入り餌を検討している。2019年7月12日には長野県内でも木曽町で陽性の野生イノシシが発見された。2019年7月30日には富山県でも富山市葛原地内で同月27日に死亡で発見した野生イノシシが陽性と判明した。2019年9月18日には滋賀県内でも多賀町で陽性の野生イノシシが発見されている。
2019年9月13日、国内41例目として埼玉県秩父市の養豚場で、豚コレラが発生したと発表した。感染地域の拡大を受けて、2019年9月28日にブタへの感染を防ぐ豚コレラワクチン接種を決めたため、停止されていた「清浄国」の認定が取り消しとなる方向。
2019年（令和元年）9月14日時点で、愛知県・長野県・滋賀県・大阪府・三重県・埼玉県の養豚場に感染範囲を拡大し、養豚場を消毒の上に検査において陽性豚については殺処分が行われた。後述の通り、野生イノシシでの感染が継続して報告されており、農林水産省は2019年（平成31年）2月22日の報道発表資料で、野生イノシシに対して餌ワクチンを設置する方針を発表した。
ただし、飼育豚に対してワクチンを使用すると、「清浄国」への復帰に時間がかかるため、農林水産省は慎重な姿勢を示している。また、日本国政府の調査チームは、岐阜県で全養豚場に対して飼養衛生管理基準順守の指導を進めており、愛知県でも実施する意向を示している。同月26日には岐阜県・愛知県以外の7府県37農場対しても発生予防および蔓延防止策が出され、経営再建支援が制限区域外の農家にも出ている。
ただ、2019年2月4日に豊田市の養豚場で早期流産増加の異常があったのにもかかわらず、出荷自粛を求めなかった愛知県の初動に疑問があるという報道もされている。2019年3月24日から経口ワクチンが愛知県内でも実施のために同月15日に研修会が行われた。陽性イノシシの範囲拡大につれて、該当県に経口ワクチン設置が進んでいる。
岐阜県内では、発見された2018年9月以降において野生イノシシのPCR検査および防疫・消毒が継続している。2019年2月15日の時点でも野生イノシシの感染が継続しているため、山域での消毒強化やイベントの自粛を県内市町村に要請している。また、岐阜県庁職員が防疫・消毒措置により、時間外労働・ストレスが過剰になっていることも報道されている。2019年3月7日、岐阜県庁では野生イノシシに対する経口ワクチン投与・追加対策だけでなく、豚コレラ発生農家等に対する経営支援強化を実施する計画を立てた。岐阜県内での経口ワクチンについては2019年3月25日からの実施となった。
2019年10月17日、静岡県藤枝市岡部町野田沢（静岡市との市境付近）にて、道路上で死亡していた野生イノシシが発見され、死骸の検査の結果、翌18日に豚コレラの陽性が確認され、静岡県内にも感染が拡大した。その後、11月20日時点までに藤枝市岡部町野田沢の最初の発見位置より10km圏内を中心に狩猟により捕獲された個体や、死骸が発見された個体などから13例の豚コレラの陽性例が確認されている（2020年1月17日時点では24例に増えたが、静岡県内養豚場での発生はない）。
2019年11月11日、農林水産省は人間のコレラとの混同やそれに伴う風評被害の抑制のため、公式発表における豚コレラの表記をCSFへと統一する方針を発表した。国の発表を受けて、都道府県におけるプレスリリースにおける表記も「CSF(豚コレラ)」への変更が進められている。
2020年3月12日、沖縄県うるま市の農場で国内58例目の患畜を確認している。農研機構動物衛生研究部門での遺伝子検査の結果による遺伝子系統図（2018～2020株）は、2020年1月17日時点で「岐阜・愛知・長野・大阪・三重・福井・富山・石川・山梨・埼玉・群馬・滋賀・静岡・沖縄」のイノシシや養豚場に及んでいる。
2022年10月4日現在、沖縄県以降の養豚場における防疫処置は群馬県・山形県・三重県・和歌山県・奈良県・栃木県・宮城県・茨城県・千葉県・神奈川県・滋賀県・埼玉県・静岡県・愛知県でも実施された。また、沖縄県の事例以前にも山梨県の養豚場でも防疫処置がなされており、84事例に及んでいる。
2022年10月12日時点で感染が確認された陽性の野生イノシシは、岩手県内で77頭、宮城県内で143頭、秋田県内で2頭、山形県内で122頭、福島県内で63頭、茨城県内で166頭、栃木県内で108頭、群馬県内で159頭、埼玉県内で127頭、東京都内で9頭、神奈川県内で85頭、新潟県内で48頭、富山県内で87頭、石川県内で65頭、福井県内で177頭、山梨県内で80頭、長野県内で271頭、岐阜県内で1261頭、静岡県内で420頭、愛知県内で156頭、三重県内で719頭、滋賀県内で304頭、京都府内で119頭、大阪府内で19頭、兵庫県内で142頭、奈良県内で40頭、和歌山県内で137頭、広島県内で5頭、山口県内で42頭、徳島県内で15頭、高知県内で1頭に及んでいる。

## 殺処分時の動物福祉問題
殺処分は患畜（豚熱の陽性反応が出ている豚）以外にも疑似患畜（感染が疑わしい豚）にも行われる。現代の畜産は一戸当たりの飼養頭数の多い工場型畜産であることが多いため、殺処分頭数も自ずと多くなる。2018年9月の発生以来、豚熱殺処分頭数は25万頭を超えた（2021年9月時点）。

### 二酸化炭素
豚熱に関する特定家畜伝染病防疫指針での殺処分方法は「薬殺、電殺、二酸化炭素によるガス殺等の方法により迅速に行う」とある。しかしOIE（国際獣疫事務局）の動物福祉規約では、二酸化炭素による殺処分について「意識の即時喪失をもたらすことはなく高濃度のCO2を含むガス混合物の持つ嫌悪を催す性質及び誘発過程で生じる息苦しさはアニマルウェルフェアにとって重要な注意事項である」と動物福祉の注意を促している。また二酸化炭素は、荷台をブルーシートで覆いその隙間から注入するなどの方法であるため、動物個々の反応を確認できない。

### 消毒薬（逆性石鹸）
家畜伝染病による殺処分において、国内で用いられることが多いのがパコマのような逆性石鹸である。逆性石鹸には溶血作用、神経筋接合部におけるクラーレ様（筋弛緩）作用がある。クラーレ様作用により動物は全身の骨格筋が麻痺していき、最終的に呼吸筋の麻痺により窒息して死に至ると考えられている。

米国獣医学会の安楽死に関するガイドライン（AVMA Guidelines for the Euthanasia of Animals:2020 Edition）には次のように、殺処分方法としてパコマのような消毒薬を使用することを否定している。
「ストリキニーネ、ニコチン、カフェイン、洗浄剤、溶剤、農薬、消毒剤、および治療または安楽死の使用のために特に設計されていない他の毒性物質は、いかなる状況下でも安楽死剤として使用することはできない。 」
作業従事者への訓練やアニマルウェルフェアに配慮するためのマニュアルや専門官の監視などはない。また殺処分において不可欠である死亡確認（角膜反射や眼球運動の確認）も含め、「豚熱の早期封じ込めのため24 時間以内のと殺の完了と72 時間以内の焼埋却（1000～2000頭規模での想定）」という迅速性が重視される現場では1頭1頭丁寧に患畜・疑似患畜を扱うこと（動物福祉の確保）は難しい。
最も適切な方法は麻酔薬の使用である。OIEコード（国際獣疫事務局）では麻酔薬を使用することの長所に「総ての動物に適応でき、この方法による死は安らかである」としている。農水省が出している「豚熱に関する特定家畜伝染病防疫指針」にも可能な限り動物福祉の観点と豚等の所有者、防疫措置従事者等の心情にも十分配慮するという目的で「鎮静剤又は麻酔剤の使用」が記載されているが、麻酔剤の使用状況は不明である。

## 狩猟への影響
豚熱の感染拡大は、例年11月15日から翌2月15日（イノシシ、シカなどの大型獣は11月1日-3月15日まで）の期間に実施され、日本における狩猟にも大きな影響を及ぼした。
国内で最初に豚熱が確認された岐阜県では、2019年11月1日から2020年3月15日まで県内全域で猟銃(散弾銃、空気銃、ライフル銃)及び罠を用いた狩猟を全面禁止する事となった。
愛知県では、豚熱が確認された自治体を「感染エリア」として指定し、感染エリア内で狩猟を実施したハンターには、移動の都度自身や猟犬の手足、乗り入れ車両のタイヤなどの消毒や、捕獲したイノシシの肉はエリア外に持ち出さず自家消費をすること。その後は感染エリア外での狩猟は自粛することなどを含めた「防疫措置」を徹底することで狩猟を従来どおり実施することとした。愛知県と同様の対応は、三重県、長野県でも実施された。
福井県では、豚熱の感染個体の発見場所から半径10km圏内を「感染エリア」として指定し、エリア内では愛知県と同様の措置を行うこととした。福井県と同様の対応は、埼玉県、富山県、石川県、山梨県、静岡県、滋賀県でも実施された。
野生イノシシの感染のみが確認されている群馬県では、感染地域か否かに関わらず防疫処置を徹底することで狩猟を従来どおり行うこととした。大阪府では、発生農場から10km圏内で発見された野生イノシシの検査を実施したが、2019年11月時点野生イノシシへの感染拡大は確認されていない。

## アフリカ豚熱
名称類似の感染症に、アスファウイルス科Asfavirus属アフリカ豚熱ウイルスが原因とされている「アフリカ豚熱（英: African swine fever、ASF）」がある。しかし、本項の豚熱とはまったく別の病気である。